# Malcolm Sinclair
Malcolm Sinclair, född 1690, död 17 juni 1739 (mördad), var en svensk friherre och officer, främst bekant för att han som svenskt sändebud på väg hem från Osmanska riket mördades av rysk militär, en händelse som resulterade i den så kallade Sinclairvisan och bidrog till hattarnas ryska krig (1741–1743) mellan Sverige och Ryssland.
I Statens porträttsamling på Gripsholms slott ingår Johan Henrik Scheffels målning av Sinclair i uniform och harnesk från 1728.

## Biografi
Sinclair, av skotsk invandrarsläkt, valde den militära banan, blev fänrik vid Livgardet 1708 men hamnade redan året därpå i rysk krigsfångenskap efter arméns kapitulation vid Perevolotjna och återvände till Sverige först 1722. Vid återkomsten utnämndes han samma år till löjtnant och kvarstod på denna grad ända till 1734. Vid denna tid tycks han ha övergått till Hattpartiet och blev sedan befordrad till major. Vid riksdagen 1738 insattes han i sekreta utskottet, och både där och på riddarhuset försvarade han krigspartiets åsikter och planer.
År 1737 hade Sinclair skickats som sändebud för att inhämta underrättelser om det rysk-turkiska kriget. I juli 1738 var det dags för en ny, liknande resa. Då var även syftet att försöka ordna en säkrare beskickningsväg till Osmanska riket. Sinclair medförde ett extra exemplar av ett brev som även skickades med annan kurir. Brevet, avsett för de svenska ministrarna i Konstantinopel, gällde förhandlingar med Osmanska riket om en eventuell allians mot Ryssland. Trots att uppdraget omgavs med den största sekretess lyckades den ryske ministern i Stockholm, Bestuzjev, få kännedom om det och vidarebefordrade upplysningar, inklusive ett porträtt av Sinclair till ryska regeringen. 
Sinclairs utresa gick dock bra, han utförde sitt uppdrag och kunde i början av april 1739 lämna Konstantinopel med brev från sultanen, storvesiren och de svenska sändebuden. Han anade att ryssarna kunde vara ute efter honom och färdades med först osmansk, därefter polsk eskort tills han nådde österrikiskt territorium. Nordost om Naumburg i nordvästra Schlesien blev han emellertid den 17 juni ikappriden av två ryska officerare. De ryska militärerna, en kapten Küttler samt en löjtnant Levitskij, tog ifrån Sinclair hans diplomatiska papper, ryckte ut honom ur vagnen samt förde honom avsides till ett skogsbryn där han mördades och plundrades.
Först fem dagar efter mordet påträffades Sinclairs lik av en herde. Ansiktet var alldeles vanställt – möjligen med flit, för att den döde inte skulle kunna identifieras.

## Politiska effekter av mordet
Hela historien kom fram genom en fransk köpman Couturier, som hade rest i sällskap med Sinclair. Han fördes först till Dresden, där den ryske ministern, von Keyserlingk, en tid höll honom fången. Han frigavs dock snart, erhöll 500 dukater i skadestånd och begav sig till Stockholm för att vittna om vad som skett. 
De uppgifter Couturier lämnade om mordet bekräftade det som den svenska regeringen hade anat: att mordet skedde på uppdrag av den ryska regeringen. Rysslands sändebud i Stockholm hade genast vid Sinclairs avresa från Sverige underrättat sitt hov om ändamålet med hans färd. Sändebudet uppmanade sina överordnade att försöka fånga in Sinclair på vägen för att sedan sprida ut rykten om att han blivit överfallen av stråtrövare. För säkerhets skull hade sändebudet också skickat med ett porträtt på majoren. Det visade sig också att ryske ministerns sekreterare förmått en svensk porträttmålare att kopiera det porträtt av Sinclair som ägdes av dennes regementschef. Detta hade skett under ägarens frånvaro. Genom judar och fattiga polska adelsmän hade ryssarna gjort sig noga underrättade om vilken väg den svenske majoren reste.
Den ryska regeringen förnekade dock ansvar för dådet i officiella skrivelser till de europeiska hoven. Samtliga ryssar som deltagit i mordet blev skickade till Sibirien. Där hölls de under noggrann bevakning, för att ingen skulle få veta var de befann sig. Men för övrigt behandlades de väl och befordrades dessutom. Huvudmännen i morddramat fick för säkerhets skull byta namn.
I Sverige väckte dådet en oerhörd förbittring landet runt och ett rysshat som kom att bidraga till 1741 års krig. Stor del i att framkalla dessa känslor hos allmogen hade den av Anders Odel författade Sinclairvisan, som i inte mindre än 95 strofer skildrar hur major Sinclair "på andra sidan" möter Karl XII, redogör för sitt öde och manar svenskarna till hämnd mot Ryssland.
På platsen för mordet restes 1909 en minnesvård. Texten på sockelns marmortavla lyder: "Hier fiel durch Mörderhand d. schwed. Gesandte Baron v. Sinclair 17. VI. 1739" (svensk översättning: Här föll för mördarhand det svenska sändebudet baron Sinclair 17 juni 1739).

## Senare syn på mordet
Svenska historieskrivare ansåg länge att den ryska regeringen visserligen planlagt själva överfallet i syfte att komma åt Sinclairs papper, men att mordet varit ett resultat av blint tjänstenit eller råhet från de officerare som beordrats att genomföra överfallet. Efter senare forskningar i ryska arkiv kunde dock historikern Ernst Gustaf Palmén år 1906 visa upp den instruktion som den ryska kejsarinnan Annas gunstling, generalfältmarskalken Münnich, hade utfärdat för de båda officerare som blev Sinclairs mördare. Münnich ålade dem inte bara att gripa Sinclair och bemäktiga sig hans papper utan "också, om tillfälle därtill ges, försöka döda honom". Denna åtgärd vidtog Münnich på kejserlig hög befallning. Detta styrks av att Münnich till stöd för sitt agerande åberopade sig på en kejserlig ukas som angav det bästa sättet att utföra det uppdrag som Sinclairs mördare erhöll.